# Dólar de las Colonias del Estrecho
El dólar (en malayo: ringgit, e inglés: dollar) fue la moneda de curso legal de las Colonias del Estrecho desde 1904 a 1939. Además, se utilizaba en los Estados Federados Malayos, Sarawak, Brunéi y Borneo Septentrional.

## Historia
A principios del siglo XIX, la moneda utilizada en las Indias Orientales era el real de a 8, conocido también como "dólar español", que incluía tanto las emisiones para Castilla como para México. Además, convivía con otras monedas locales como el  keping de Kelatan, el keping de Trengganu y el dólar de Penang.
En 1837, se introdujo la rupia india como moneda oficial, ya que la India se encargó de administrar las colonias del Estrecho. Sin embargo, los reales españoles continuaron circulando y en 1845 se introdujo definitivamente una moneda específica para el territorio. El dólar del Estrecho fijó su paridad al real español, y se dividía en 100 centavos. En 1867 la India dejó de administrar el territorio y el dólar se convirtió en una moneda independiente.
Desde 1898, el dólar era emitido por un Consejo Monetario y no se permitió a los bancos privados emitir billetes. Durante los siguientes ocho años su valor se redujo y en 1906 se fijó a la libra esterlina, con una tasa de cambio de 2 chelines con 4 peniques por dólar. En 1939 fue sustituido por el dólar malayo a la par. Hoy en día, Brunéi y Singapur siguen utilizando la moneda sucesora del dólar del Estrecho, excepto Malasia que se separó del acuerdo en 1973.

## Monedas

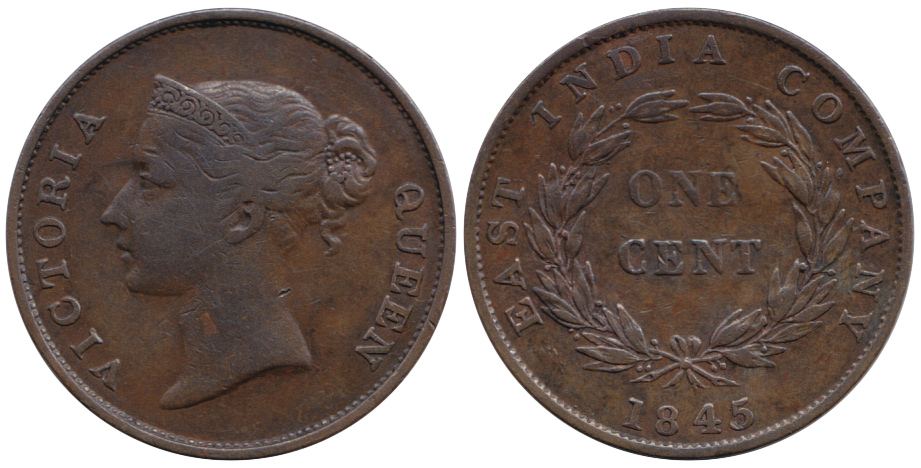
1 centavo acuñado por la Compañía Británica de las Indias Orientales para los Colonias del Estrecho en 1845.

En 1845 se acuñaron las primeras monedas para las Colonias del Estrecho en denominaciones de ¼, ½ y 1 centavo en cobre. Estas monedas fueron acuñadas por la Compañía Británica de las Indias Orientales y no se especifica su lugar de fabricación. En 1862 se acuñó una nueva serie en las mismas denominaciones, a nombre del gobierno indio. Estas monedas tenían especificado el territorio de "India - Straits".
En 1871 se añadieron monedas de plata de 5, 10 y 20 centavos, seguidas de las denominaciones de ¼, ½ y 1 centavo al año siguiente, y una moneda de 50 centavos de plata en 1886. Los primeros dólares de plata se acuñaron en 1903. En referencia a la nueva unidad monetaria, el gobernador Sir John Anderson publicó en un diario de Singapur el 24 de agosto de 1904, que desde el 31 de agosto de 1904, la libra esterlina, el real español y los dólares de Hong Kong perderían su condición de moneda de curso legal en sustitución del nuevo dólar del Estrecho.
El propósito de esta medida fue crear una tasa de cambio independiente para el nuevo dólar en comparación con las otras monedas de plata de otros países que circulaban en la región. La idea era que cuando el valor del cambio divergía considerablemente del valor de los dólares de plata de otros países, las autoridades podrían fijar el valor a la libra esterlina para así fijar el valor del dólar del estrecho según la base de intercambio de oro. Esta fijación se produjo cuando el dólar del Estrecho alcanzó su valor máximo de 2 chelines con 4 peniques frente a la libra.
Después de unos años, el valor de la plata aumentó rápidamente hasta el punto de valer más que el valor de intercambio estándar del oro. Para evitar que se fundieran los dólares, se acuñó un nuevo dólar más pequeño en 1907 y se redujo su cantidad de plata. Algo similar ocurrió con el peso filipino. La última moneda de ¼ centavo se acuñó en 1916, y entre 1920 y 1921 la producción de monedas de dólar y 50 centavos cesó. Las demás denominaciones continuaron fabricándose hasta 1935.

## Billetes
El Consejo Monetario de las Colonias del Estrecho introdujo billetes de 5 y 10 dólares en 1898, seguidos de los de 50 y 100 dólares en 1901, y 1 dólar en 1906. Además, se emitieron billetes de emergencia en cantidades de 10 y 25 centavos entre 1917 y 1920. En 1930 se llegó a emitir un billete de 1.000 dólares, sin embargo durante los años 30 sólo circulaban billetes de 1, 5 y 10 dólares.

### Emisiones durante el reinado deVictoria I, 1837-1901
El gobierno de las Colonias del Estrecho fue autorizado a emitir moneda según la Orden VIII de 1897, que entró en vigor el 31 de agosto de 1898. Estos billetes, aunque estaban fechados el 1 de septiembre de 1898, no se distribuyeron entre el público hasta el 1 de mayo de 1899. Tanto el Chartered Bank como el Banco de Shanghái y Hong Kong siguieron emitiendo billetes que circularon junto a la moneda oficial. Todos los billetes podían ser intercambiados libremente con el peso mexicano y otras monedas de plata que circulaban en el territorio.

### Emisiones durante el reinado deEduardo VII, 1901-1910
El rey Eduardo ascendió al trono en enero de 1901. Las series anteriores los billetes de 5 dólares tenían más o menos el mismo tamaño y diseño que el de 10 dólares. Sin embargo, el primero se redujo más para ayudar en la identificación. Estas series están fechadas el 1 de febrero de 1901 y fueron impresos en Thomas de la Rue de Londres.
En 1903 se acuñó una nueva moneda de 1 dólar de plata y llegó a ser la unidad estándar. Otras monedas de plata que circularon hasta el momento se retiraron de la circulación en 1904. Un aumento en el precio de la plata forzó al gobierno a acuñar una nueva moneda de plata y a bajar su contenido del metal precioso.
Durante el periodo de cambio, acompañado de una reducción en la emisión de moneda, llevó a la introducción de los billetes de 1 dólar, fijando su tasa de intercambio al oro en vez de la plata. Para hacer esto efectivo, el soberano de oro británico se declaró por primera vez como moneda de curso legal y el dólar del Estrecho tuvo un valor arbitrario de 2 chelines con 4 peniques. Este tipo de dólar no llegó a ser muy popular, por lo que se volvió al patrón de plata.
A finales de 1906, la cantidad de dinero acuñado llegó a los 21.866.142 dólares, mientras que los bancos privados habían perdido 1.329.052 dólares. Los billetes de 1 dólar, fechados el 1 de septiembre de 1906, se imprimieron en Thomas de la Rue, y el 8 de junio de 1909 se emitió un nuevo billete de 5 dólares.

### Emisiones durante el reinado deJorge V, 1910-1936
Durante su reinado, se emitieron billetes de 1.000 dólares para las transacciones interbancarias. En 1915, se decidió cambiar los diseños de los billetes de 50, 100 y 1.000 dólares. Estas nuevas denominaciones se emitieron por primera vez en febrero de 1920, en octubre de 1919 y en mayo de 1917 respectivamente. En octubre de 1922 se emitió un billete de 10.000 dólares, de uso exclusivo para las operaciones interbancarias.

### Emisiones durante el reinado deJorge VI, 1936-1952
En septiembre de 1933, Sir Basil Blackett fue designado por Secretario de Estado para las Colonias para seguir una comisión para considerar la participación de varios estados malayos, incluido Brunéi, en los beneficios que proporcionaba el dólar del Estrecho. El informe recomendaba la creación de una única entidad emisora para la zona de carácter pan-malayo. Esta recomendaión fue adoptada por los gobiernos de los Estados Federados Malayos, las Colonias del Estrecho y Brunéi. La ley n.º 38 fue promulgada por el gobierno de las Colonias del Estrecho en 1938, y ratificada por los demás estados durante 1939.
Cerca de 27 millones de billetes de 1 dólar y 5 millones de billetes de 5 dólares se enviaron a Malaya antes de la invasión japonesa, sin embargo no llegaron todos. Muchos de ellos fueron interceptados por los alemanes cuando capturaron el SS Automedon. Los billetes restantes se perdieron en el naufragio del SS Eumanes.
El gobierno de las Colonias del Estrecho llegó a poner estos billetes en circulación, ya que por entonces debido a la invasión japonesa se mantuvieron en cámaras y depósitos asegurados en Singapur y Penang. Cuando se evacuó Penang en diciembre de 1941, una gran cantidad de billetes de 1 y 5 dólares quedaron abandonados en sus depósitos, donde cayeron en manos de los japoneses. En Singapur, los billetes fueron destruidos, y los que quedaron se enviaron a la India por seguridad.
Cuando las fuerzas británicas recuperaron Singapur en septiembre de 1945, encontraron todos estos billetes abandonados, excepto un lote de billetes de 1.000 dólares interceptado en Penang en los depósitos de los japoneses.
Todos los billetes se destruyeron en 1946, ya que los billetes adquiridos por los alemanes pasaron a manos japonesas en grandes cantidades para blanquearlos cuando los billetes del dólar del Estrecho volvieran a circular. No existen evidencias de que estos billetes volvieran a Malaya.

### Administración militar británica de Malaya, 1945-1946
Las tropas británicas aterrizaron en Panang el 3 de septiembre de 1945 y en Singapur el 5 de septiembre de 1945 para recuperar la península malaya gradualmente. Hasta el 1 de abril de 1946, las finanzas del país las administraba el departamento de Control de Finanzas y Cuentas del Cuerpo de Pagadurías del Ejército, por lo que se emitió dinero mediante el pago en libras esterlinas por la antigua Oficina de Guerra con cargo a la cuenta de la Consejo Monetario de Malaya.
Se decidió que no se establecería un valor al dinero emitido por los japoneses que estaba en circulación, ya que se estimó que durante los tres años y medio que duró la ocupación los japoneses emitieron un mínimo de 4 millones de dólares frente a una emisión normal en 1941 de alrededor de 220 millones de dólares. El servicio de pago dispuso billetes desde 1 centavo a 10.000 dólares que se imprimieron en Gran Bretaña antes, o incluso durante la ocupación, pero no se enviaron a Malaya. Además, los billetes de 10 dólares impresos en 1940, a excepción de las denominaciones de 1.000, 10.000 dólares, y 10 y 25 centavos, se declararon de curso legal. Estos antiguos billetes se retiraron de la circulación gradualmente mientras la nueva emisión satisfacía las necesidades del país.
Las denominaciones de estas series iban desde 1 a 10 dólares, y estaban fechados el 1 de julio de 1941. Al año siguiente se emitieron billetes de 50, 100 y 1.000 dólares. El director del Consejo Monetario era H. Weisberg. Las emisiones de emergencia de 10 centavos con el retrato del rey Jorge VI se introdujeron el 15 de agosto de 1940, y fueron diseñados e impresos en Kuala Lumpur con un número de serie controlado. El 1 de septiembre de 1940 se emitieron nuevas series de emergencia de 25 centavos. El 1 de julio de 1941, se introdujo una nueva serie en denominaciones de 1, 5, 10, 20 y 50 centavos impresos en Thomas de la Rue. También en la misma fecha se introdujeron billetes de 1, 5 y 10 dólares impresos en la Waterlow & Sons de Londres. Las denominaciones más altas de 50, 100, 1.000 y 10.000 dólares se imprimieron en Bradbury, Wilkinson & Co en Londres.

### Administración civil
La administración civil se restauró el 1 de abril de 1946. Desde esta fecha el Consejo Monetario de Malaya se reconstituyó por la autorización de la Orden n.º 4 de 1946 en Singapur y la Orden n.º 5 de 1946 en la Unión Malaya. El Consejo empezó a funcionar de la misma manera antes de la invasión japonesa. Todos los billetes anteriores al 1 de julio de 1941 fueron desmonetizados el 31 de agosto de 1948.
La Orden n.º 44 de 1952 de la Colonia de Singapur, la n.º 33 de 1951 de la Federación Malaya, la n.º 10 de 1951 de Borneo septentrional y la n.º 1 de 1951 de Sarawak pusieron en práctica un acuerdo entre estos gobiernos y el estado de Brunéi para el establecimiento de un Consejo Monetario único con autoridad para emitir dinero en Malaya y Borneo septentrional. Este acuerdo se hizo efectivo el 1 de enero de 1952. Este Consejo estaba compuesto por el secretario de Finanzas de Singapur, el ministro de Economía de la Federación Malaya, el gobernador de Sarawak, el gobernador de Borneo septentrional, y el administrador de Brunéi.